# The Beverly Hillbillies
The Beverly Hillbillies is een Amerikaanse komedieserie die tussen 1962 en 1971 op de Amerikaanse zender CBS werd uitgezonden. De serie geldt als een van de succesvolste Amerikaanse sitcoms ooit. Gedurende zeven van de negen seizoenen stond de serie in de top 12 van best bekeken Amerikaanse programma’s.
De serie ontving zeven Emmy Awards. Verschillende afleveringen van de eerste twee seizoenen bevinden zich in het publiek domein en kunnen worden gedownload op de Internet Archive.

## Verhaal
Wanneer de boerenfamilie Clampett per ongeluk olie vindt in het moeras op hun land, worden ze ineens miljonair. Ze besluiten naar Beverly Hills, Californië te verhuizen. Daar moeten ze wennen aan een totaal nieuwe wereld. De familie probeert ondanks hun rijkdom een nog zo normaal mogelijk leven te leiden, maar dat wil niet echt lukken. De hebzuchtige bankier Drysdale en zijn secretaresse miss Jane Hathaway proberen de familie upper class-manieren bij te brengen.
De familie Clampett bestaat uit vader Jed Clampett (Buddy Ebsen), Daisy "Granny" Moses (Irene Ryan), dochter Elly May (Donna Douglas) en neef Jethro Bodine (Max Bear Jr). De rol van bankier Drysdale werd gespeeld door Raymond Bailey, zijn vrouw Margaret door Harriet E. MacGibbon en van zijn secretaresse miss Jane Hathaway door Nancy Kulp. Max Bear Jr had ook een dubbelrol als Jethrine Bodine.
De meeste afleveringen draaiden om hoe de levensstijl van de familie Clampett botst met de levensstijl van hun ontzettend rijke buren. Ondanks hun nieuwe woonomgeving blijven ze leven zoals ze dat op het platteland gewend waren. Zo hebben ze bijvoorbeeld een groot aantal dieren loslopen op hun landgoed, verbouwen nog hun eigen groente, en lijken hun vuurwapens altijd schietklaar en binnen handbereik te hebben. Enkele running gags in de serie draaien om hoe de Clampetts van de ene verbazing in de andere vallen bij het zien van hedendaagse situaties. Zo zijn ze bijvoorbeeld niet gewend aan geluidsfilms, omdat de bioscoop vlak bij hun oude huis enkel nog stomme films vertoonde.

## Achtergrond

### Titelsong
De titelsong van de serie, The Ballad of Jed Clampett, werd geschreven door producer en schrijver Paul Henning, en oorspronkelijk opgenomen door de Bluegrass-artiesten Lester Flatt and Earl Scruggs. De tekst werd als openingstune ingezongen door Jerry Scoggins, de versie van Flatt and Scruggs, uitgebracht op Columbia Records, haalde de 44e plaats op lijst in 1962, en werd een nummer 1 countryhit.

### Populariteit
Hoewel de serie door sommige critici werd afgekraakt, werd ze al snel na haar première een groot succes. De serie scoorde hoog op de Nielsen Ratings, en behield die positie enkele seizoenen. De show haalde enkele van de hoogste kijkcijfers voor een half uur durende sitcom.
De Nielsen Rating van de show was:
- 1962-1963: #1[1]
- 1963-1964: #1[2]
- 1964-1965: #12[3]
- 1965-1966: #8[4]
- 1966-1967: #9[5]
- 1967-1968: #12[6]
- 1968-1969: #10[7]
- 1969-1970: #18[8]
- 1970-1971: #33

### Invloed op andere series
Vanwege het succes van de serie, vroeg CBS aan Paul Henning om meer soortgelijke series te verzinnen. Dit vormde het begin van een reeks zogenoemde rural sitcoms gedurende de jaren 60. Een van deze shows was Petticoat Junction, die ook draaide om een plattelandsfamilie. Een andere serie was Green Acres, waarin juist het tegenovergestelde scenario als uit de Beverly Hillbillies werd gebruikt; deze serie draaide om twee stadsmensen die op het platteland gingen wonen.
Enkele acteurs uit de Beverly Hillbillies speelden ook in deze andere series mee, zoals:
- Bea Benaderet speelde de moeder van de familie in Petticoat Junction.
- Linda Kaye Henning speelde dochter Betty Jo Bradley in Petticoat Junction.
- Edgar Buchanan, die meespeelde in alle afleveringen van Petticoat Junction en zeventien afleveringen van Green Acres, had ook een gastrol in drie afleveringen van The Beverly Hillbillies. In alle drie de series speelde hij hetzelfde personage: oom Joe Carson.
- Charles Lane speelde in beide series hetzelfde personage: Homer Bedloe, vicepresident van de C. & F. W. Railroad.

In Nederland zijn overeenkomsten te zien met Flodder, ook een serie over een asociale familie die in een villawijk gaat wonen. Flodder-bedenker Dick Maas begrijpt dat. “Maar,” zo schreef hij in zijn blog Wild Geraas, “bij het schrijven heb ik daar nooit aan gedacht, maar het zat natuurlijk wel ergens onbewust in mijn achterhoofd.”

### Merchandising
In de jaren 60 bracht de serie een grote merchandising voort, voornamelijk in de vorm van speelgoed. Zo kwamen er kleurboeken, puzzels en een stripserie uit over de Hillbillies. Er waren tevens Hilbillies-halloweenkostuums, lunchtrommels en een ruilkaartspel. De Hillbillies haalden ook meerdere malen de covers van de tv-gidsen.

## Films
In 1981 verscheen de televisiefilm Return of the Beverly Hillbillies. Deze werd geproduceerd door Paul Henning, en eerst uitgezonden op CBS. Bijna alle acteurs uit de televisieserie speelden hierin mee.
In 1993 verscheen de film The Beverly Hillbillies. Dit was een bioscoopfilm met een compleet nieuwe cast.